# Passo do Verde
Passo do Verde est un quartier de la ville brésilienne de Santa Maria, Rio Grande do Sul. Le quartier est situé dans district de Passo do Verde.

## Villas
Le quartier possède les villas suivantes : Passo do Verde, Passo Velho do Arenal, Arenal, Colônia Pena, Mato Alto, Vila Passo do Verde.